# Gonzalo Nárdiz Bengoechea
Gonzalo Nárdiz Bengoechea (Bermeo, 25 de novembre de 1905 - Bilbao, 2003) fou un polític basc. Membre d'una família de comerciants, el 1930 fou un dels fundadors d'Acció Nacionalista Basca (ANB).
Durant la Segona República Espanyola va ser regidor de Bermeo pel bloc antimonàrquic i membre de la Comissió pro plebiscit per l'estatut d'autonomia. Durant la guerra civil espanyola va ser membre del Comitè Nacional d'ANB, Comissari d'armament i proveïment de tropes, i Conseller d'Agricultura del Govern d'Euzkadi. En el seu càrrec va procurar aconseguir un nivell de proveïment més gran per a Euskadi, millorar i defensar el mitjà natural, tot prohibint la cacera i la tala d'arbres sense permís, i va elaborar i va presentar una autèntica reforma agrícola.
El 1938 marxà a l'exili i va mantenir el seu càrrec fins a 1979. L'1 de febrer de 1951 va ser designat President de la Junta Directiva del Consell Basc per a la fundació Europea i en 1956 va ser el responsable, amb Manuel de Irujo, de preparar la ponència política per al Congrés Mundial Basc que es va celebrar a París. Quan va tornar de l'exili el 1978 va renunciar a la militància a ANB quan aquesta es va integrar en la coalició Herri Batasuna.